# Strip That Down
Singles par Liam Payne
Get Low
(2017)
Singles par Migos
Portland
(2017) Know No Better (en)
(2017)
Strip That Down est une chanson du chanteur anglais Liam Payne en duo avec le rappeur Quavo, un membre du groupe américain Migos, sortie le 19 mai 2017 sous les labels Capitol Records au Royaume-Uni et Republic Records aux États-Unis. C'est le premier single du chanteur en carrière solo depuis la séparation du groupe One Direction et apparaît sur le premier album en solo du chanteur LP1. 

## Composition
Strip That Down a des influences hip-hop, trap, pop et RnB. Ed Sheeran participe à l'écriture de la chanson. Les paroles contiennent les thèmes de la richesse, d'une nouvelle carrière et une attirance pour la célébrité. 
Le single comprend une interpolation de la chanson It Wasn't Me de Shaggy, qui comprend une interpolation du titre Smile Happy du groupe War. Toutefois, les auteurs sont crédités dans la chanson Strip That Down. 

## Réception
Les auteurs du magazine Billboard déclarent que « Payne vise une ambiance comme Tyga » et conclut « la chanson est amusante : parler de One direction dans le pré-refrain est probablement la chose la plus Justin Timberlake qu'un des cinq membres a fait depuis leur début en carrière solo »,. Le magazine Time liste Strip That Down comme étant l'une des pire chansons de 2017.  

## Clip
Le clip est publié sur la chaîne Vevo de Liam Payne et est réalisé par Emil Nava. Le clip débute avec une danseuse suivi de scènes en noir et blanc avec Liam Payne et des transitions vers des scènes colorées avec Quavo. 

## Performances
Le 26 mai 2017, Liam Payne chante pour la première fois Strip That Down dans l'émission The Graham Norton Show. Il apparaît également dans l'émission The Tonight Show Starring Jimmy Fallon pour présenter et le single. 
Une nouvelle prestation sera faite lors des MTV Europe Music Awards en novembre 2017. Il est également invité pour le Summertime Ball produit par la radio Capital FM afin de présenter le single. 

## Certifications
| Pays             | Certification | Ventes    |
| ---------------- | ------------- | --------- |
| Allemagne        | Platine       | 400 000   |
| Australie        | 5 × Platine   | 350 000   |
| Belgique         | Or            | 15 000    |
| Brésil           | 2 × Platine   | 80 000    |
| Canada           | 4 × Platine   | 320 000   |
| Danemark         | Platine       | 90 000    |
| États-Unis       | 3 × Platine   | 3 000 000 |
| France           | Or            | 75 000    |
| Italie           | Platine       | 50 000    |
| Nouvelle-Zélande | Platine       | 30 000    |
| Pays-Bas         | Or            | 20 000    |
| Royaume-Uni      | Platine       | 600 000   |
| Suède            | Platine       | 40 000    |